# Aldo Zanotta
Aldo Oreste Giuseppe Zanotta (Novi Ligure, 2 febbraio 1903 – Chiarista, 28 dicembre 1940) è stato un militare italiano insignito della medaglia d'oro al valor militare alla memoria nel corso della seconda guerra mondiale.

## Biografia
Nacque a Novi Ligure il 2 febbraio 1903, figlio di Fulvio e di Giuseppina Mocafighe. Compì gli studi inferiori e superiori a Novi Ligure, frequentando poi l'Università di Genova dove conseguì la laurea in economia e commercio nel 1924. In quello stesso anno frequentò come allievo ufficiale il corso tenutosi al Corpo d'armata di Torino, al termine del quale fu nominato sottotenente di complemento assegnato al Corpo degli alpini. Prestò servizio militare obbligatorio presso il Battaglione alpino "Val Maira" inquadrato nel 5º Reggimento alpini. Lavorò poi nel settore alberghiero, fu amministratore presso alcune industrie di Milano mettendosi successivamente in proprio. Il 12 giugno 1932 sposò la signorina Lina Ciarlo che gli diede una figlia, Maria Rosa.  Richiamato in servizio come istruttore il 20 agosto 1939, vi rimane anche dopo l'entrata in guerra del Regno d'Italia, il 10 giugno 1940, prestando servizio presso la 502ª compagnia mitraglieri da posizione. schierata sul fronte francese. Allo scoppio della guerra con la Grecia, avvenuto il 28 ottobre dello stesso anno, chiese ed ottenne di partire per il fronte, assegnato come comandante della seconda compagnia al II battaglione complementi del 9º Reggimento alpini. L'unità arrivò nella Valle del Devoli, in Albania, il 14 dicembre raggiungendo la linea del fronte il giorno 19, a Beducias, nel settore tenuto dalla 3ª Divisione alpina "Julia" al comando del generale Mario Girotti. Cade in combattimento il giorno 28 dicembre, a Quota 1067, nel settore del Vojussa. Gli fu conferita la medaglia d'oro al valor militare alla memoria.
I funerali poterono essere effettuati solo il 6 marzo 1941, e la salma fu tumulata in un cimitero locale rientrando in Italia nel 1961, traslata nel Cimitero di Mombaruzzo.

### Annotazioni
1. ↑  Dove il padre faceva di professione l'albergatore.
2. ↑  Nel 1933 era stato promosso al grado di tenente di complemento.
3. ↑  Tale unità era stata assegnata al IV settore di copertura della Guardia alla Frontiera.
4. ↑  La data fu fissata dal Ministero della guerra, ma probabilmente era il 27.
5. ↑  La salma riposa nella cappella di famiglia della moglie, dove si trova anche quella dello zio della signora Lina, il tenente colonnello medico alpino Carlo Mocafighe, direttore sanitario della 4ª Divisione alpina "Cuneense", decorato con medaglia d’argento al valor militare, caduto sul fronte russo nel 1943.

### Fonti
1. 1 2 3 4 5 6  Bianchi, Cattaneo 2011, p. 244.
2. 1 2  Bianchi, Cattaneo 2011, p. 245.